# آلفا آفتاب‌پرست
آلفا آفتاب‌پرست یک ستاره است که در صورت فلکی آفتاب‌پرست قرار دارد.